# 馬札爾鈴木公司
馬札爾鈴木公司（英語：Magyar Suzuki Corporation）乃是日本鈴木公司於1991年在匈牙利科馬羅姆-埃斯泰爾戈姆州埃斯泰爾戈姆建立的汽車製造組裝工廠，亦是該公司位於歐洲唯一的生產基地。2001年1月23日鈴木公司對該公司的持股比例增至97.3%，第二大股東則為佔有2.5%股權的伊藤忠商事。

## 沿革與概要

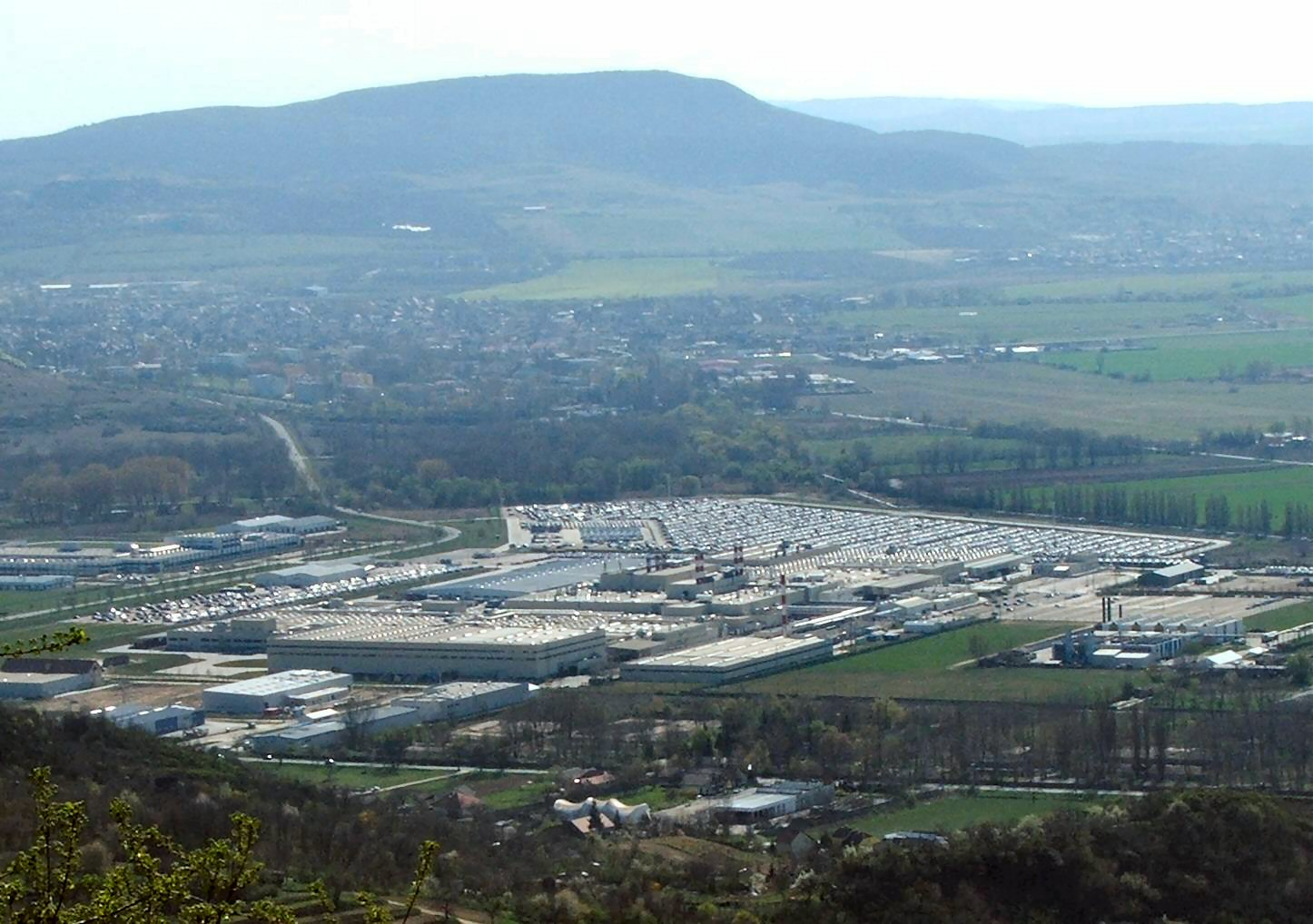
工廠鳥瞰圖

冷戰結束後東歐情勢劇變，諸國經濟改革開放，1991年4月鈴木公司遂決定赴埃斯泰爾戈姆設廠以利進軍歐洲市場，並於1992年10月開始投產。該公司陸續生產鈴木Ignis、鈴木Swift、鈴木SX4、鈴木Splash、鈴木Wagon R Plus等車款，主要用以供應歐洲市場。
受到金融風暴的嚴重影響，2008年12月該工廠一度裁員逾20%。後來順應新車款上市，母公司改變方針，該工廠產製的車輛開始回銷亞洲地區，譬如進口臺灣的第二代鈴木SX4便是出自該工廠。截至2014年7月為止，該公司生產車輛數累積達250,000輛。

## 內部連結
- 鈴木公司

## 外部連結
- （匈牙利文）官方網站